# Брольяно
Брольяно (італ. Brogliano, вен. Brojan) — муніципалітет в Італії, у регіоні Венето, провінція Віченца.
Брольяно розташоване на відстані близько 420 км на північ від Рима, 80 км на захід від Венеції, 15 км на захід від Віченци.
Населення — 3946 осіб (2014).
Щорічний фестиваль відбувається 15 серпня. Покровителька — Богородиця Небовзята.

## Демографія
Населення за роками:

Станом на 1 січня 2023 року в муніципалітеті офіційно проживав 161 іноземець з 23 країн, серед них 22 громадяни країн Євросоюзу та 3 громадяни України.

## Сусідні муніципалітети
- Альтіссімо
- Кастельгомберто
- Корнедо-Вічентіно
- Ногароле-Вічентіно
- Триссіно
- Вальданьо